# Furna do Ilhéu do Romeiro

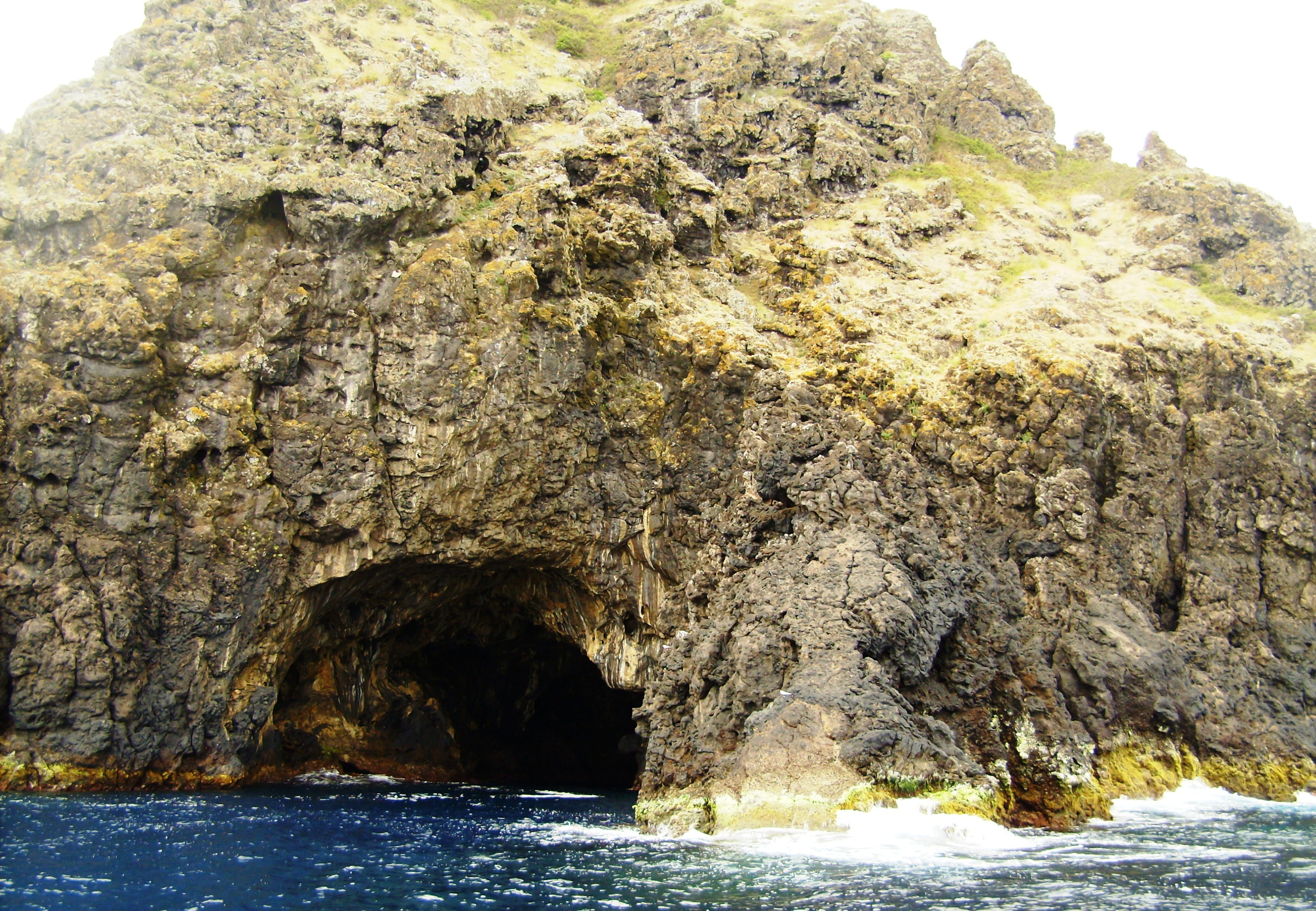
Furna do ilhéu do Romeiro

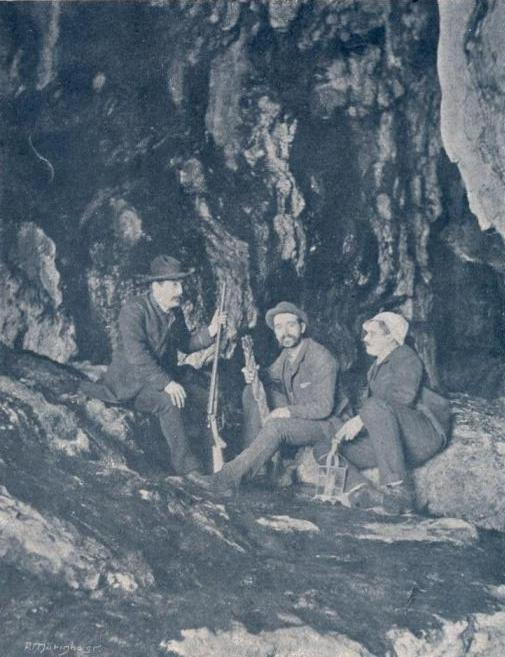
"Ilhéu do Romeiro - Gruta de stalactites e stalagmites" (Álbum Açoriano, 1903)

A Furna do Ilhéu do Romeiro localiza-se no ilhéu de São Lourenço (ou ilhéu do Romeiro), na freguesia de Santa Bárbara, concelho da Vila do Porto, na costa nordeste da ilha de Santa Maria, nos Açores.
Esta formação geológica apresenta uma geomorfologia de origem vulcânica em forma de gruta de erosão localizada em arriba.
Está compreendida na Reserva Natural da Baía de São Lourenço.